# Escàndol a Bohèmia
Un escàndol a Bohèmia (anglès: A Scandal in Bohemia) és la primera història curta i la tercera obra general, amb el detectiu fictici Sherlock Holmes d'Arthur Conan Doyle. És la primera de les 56 històries breus de Holmes escrites per Doyle i la primera de les 38 obres de Sherlock Holmes il·lustrades per Sidney Paget. La història destaca per presentar el personatge d'Irene Adler, que és un dels personatges femenins més notables de la sèrie de Sherlock Holmes, tot i que només apareix en una història. Doyle va classificar Un escàndol a Bohèmia en cinquè lloc en la seva llista de les seves dotze històries preferides de Holmes.
Un escàndol a Bohèmia es va publicar per primera vegada el 25 de juny de 1891 al número de juliol de The Strand Magazine, i va ser la primera de les històries recopilades a Les aventures de Sherlock Holmes el 1892.

## Resum de la trama
El 20 de març de 1888, el Dr. Watson visita Sherlock Holmes quan un senyor emmascarat arriba al 221B de Baker Street. Presentant-se inicialment com el comte de Kramm, es revela com Wilhelm Gottsreich Sigismond von Ormstein, gran duc de Cassel-Felstein i rei hereditari de Bohèmia, després que Holmes dedueixi la seva veritable identitat. El Rei explica que, cinc anys abans, va mantenir una relació secreta amb la cantant d'òpera nord-americana Irene Adler, que des de llavors s'ha retirat i ara viu a Londres. Es casarà amb una jove princesa escandinava, però li preocupa que la seva família de principis estrictes cancel·li el matrimoni si s'assabenta d'aquesta irregularitat.
El rei explica, a més, que busca recuperar una fotografia d'Adler i ell junts que li va donar com a testimoni. Els seus agents no han pogut recuperar la fotografia per diferents mitjans, i també es va denegar una oferta per pagar-la. Amb Adler que ara amenaça amb enviar la fotografia a la família de la seva promesa, el rei demana l'ajuda d'Holmes i Watson per recuperar-la.
L'endemà al matí, un Holmes disfressat va a casa d'Adler. Descobreix que Adler té un amic cavaller, l'advocat Godfrey Norton, que truca almenys una vegada al dia. En aquest dia en concret, Norton visita Adler i poc després agafa un cotxe fins a una església propera. Minuts després, la mateixa senyora entra al seu landó, amb destinació al mateix lloc. Holmes el segueix en un cotxe i entra a l'església, on se li demana inesperadament que sigui testimoni del casament de Norton i Adler. Curiosament, els noucasats van per camins separats després de la cerimònia.
Tornant a Baker Street, Holmes li explica la seva història a Watson i expressa la seva diversió pel seu paper al casament d'Adler. També pregunta si Watson està disposat o no a participar en una acció il·legal per esbrinar on s'amaga la imatge a la casa d'Adler. Watson està d'acord i Holmes es disfressa de clergue. Surten de Baker Street cap a la casa d'Adler.
Quan Holmes i Watson arriben, un grup d'homes sense feina serpenteja pel carrer. Quan el cotxer d'Adler s'atura, Holmes posa en pràctica el seu pla. Esclata una baralla entre els homes del carrer per saber qui pot ajudar a Adler. Holmes es precipita a la lluita per protegir l'Adler i sembla ser colpejat i ferit, tot i que més tard es revela que es tracta d'una esquitxada de pintura vermella autoinfligida. Adler el porta a la seva sala d'estar, on Holmes li fa un gest perquè s'obri la finestra. Mentre Holmes aixeca la mà, Watson reconeix un senyal preestablert i llança el coet de fum d'un lampista. Mentre el fum surt de l'edifici, Watson crida "Foc!" i el crit es fa ressò amunt i avall del carrer.
Holmes surt de la casa d'Adler i li diu a Watson el que va veure. Com Holmes esperava, Adler es va afanyar a aconseguir la seva possessió més preuada al crit de "foc": la fotografia d'ella mateixa i del rei. Holmes observa que la imatge es va guardar en un rebaix darrere d'un panell lliscant just a sobre de la campana dreta. No va poder robar-lo en aquell moment, però, perquè el cotxer l'estava observant.
L'endemà al matí, Holmes explica les seves troballes al rei. Quan Holmes, Watson i el rei arriben a casa d'Adler a les 8 del matí, la seva anciana criada els informa sardònicament que havia sortit del país amb tren abans d'aquell matí. Holmes va ràpidament a l'amagatall de la fotografia, trobant una foto d'Irene Adler amb un vestit de nit i una carta dirigida a ell, datada a mitjanit. A la carta, Adler li diu a Holmes que ho va fer molt bé a l'hora de trobar la fotografia i d'enredar-la amb les seves disfresses. Adler ha marxat d'Anglaterra amb Norton, "un home millor" que el rei, i ha afegit que no comprometirà el rei, tot i haver estat "cruelment perjudicada" per ell; havia guardat la foto només per protegir-se de les accions posteriors que ell pogués prendre.
Agraint efusivament a Holmes, el Rei ofereix un valuós anell de maragda del seu dit com a recompensa més. Holmes declina i diu que hi ha alguna cosa que valora encara més: la fotografia d'Adler, que guarda com a recordatori de la seva intel·ligència. Watson conclou la història assenyalant que, des de la seva reunió, Holmes sempre es referia a Adler amb el títol honorífic de " la dona".
Al paràgraf inicial del conte, Watson l'anomena "la difunta Irene Adler", cosa que suggereix que ha mort. No obstant això, s'ha especulat que la paraula "tard" ("late") podria significar "anterior". Es va casar amb Godfrey Norton, fent d'Adler el seu nom anterior. (Doyle utilitza aquest mateix ús a "The Adventure of the Priory School" en referència a l'antic estatus del duc com a ministre del gabinet).

## La relació de Holmes amb Adler
Adler es guanya l'admiració il·limitada d'Holmes.Quan el rei de Bohèmia diu: "No hauria fet una reina admirable? No és una llàstima que no estigués al meu nivell?" Holmes respon que Adler està de fet a un nivell molt diferent del rei, la qual cosa implica que va ser superior al rei tot el temps.
L'inici de "Un escàndol a Bohèmia" descriu l'alta estima que Holmes tenia a Adler:
| « | Per a en Sherlock Holmes, ella sempre és "la" dona. Poques vegades l'he sentit esmentar-la amb cap altre nom. Als seus ulls ella eclipsa i predomina tot el seu sexe. No era que sentís cap emoció semblant a l'amor per Irene Adler. Totes les emocions, i aquesta en particular, eren repugnants per a la seva ment freda, precisa però admirablement equilibrada. Era, entenc, la màquina de raonament i observació més perfecta que ha vist el món, però com a amant s'hauria situat en una posició falsa. Mai va parlar de les passions més suaus, excepte amb una burla i una mofa. Eren coses admirables per a l'observador, excel·lents per treure el vel dels motius i les accions dels homes. Però que el raonador entrenat admetia aquestes intrusions en el seu propi temperament delicat i finament ajustat era introduir un factor distractor que podria posar en dubte tots els seus resultats mentals. La grana en un instrument sensible, o una esquerda en una de les seves pròpies lents d'alta potència, no seria més inquietant que una emoció forta en una naturalesa com la seva. I, tanmateix, només hi havia una dona per a ell, i aquella dona era la difunta Irene Adler, de memòria dubtosa i qüestionable. | » |

Aquest "record" es manté viu per una fotografia d'Irene Adler, que havia quedat deliberadament enrere quan ella i el seu nou marit van volar amb la vergonyosa fotografia d'ella amb el Rei. Aleshores Holmes demana i rep aquesta foto del rei, com a pagament pel seu treball en el cas. A "The Five Orange Pips" comenta a un client que ha estat derrotat en un grapat d'ocasions i només una vegada per una dona.
En obres derivades, s'utilitza sovint com un interès romàntic per a Holmes, una sortida de les novel·les de Doyle on només l'admirava pel seu enginy i astúcia. En el seu Sherlock Holmes Handbook, Christopher Redmond assenyala que "el Cànon proporciona poca base per a especulacions sentimentals o lascives sobre una connexió Holmes-Adler."

## Historial de publicacions
"Un escàndol a Bohèmia" es va publicar per primera vegada al Regne Unit a The Strand Magazine el juliol de 1891, i als Estats Units a l'edició nord-americana de The Strand l'agost de 1891. La història es va publicar amb deu il·lustracions de Sidney Paget a The Strand Magazine. Va ser inclòs a la col·lecció de contes Les aventures de Sherlock Holmes, que es va publicar l'octubre de 1892.

## Adaptacions

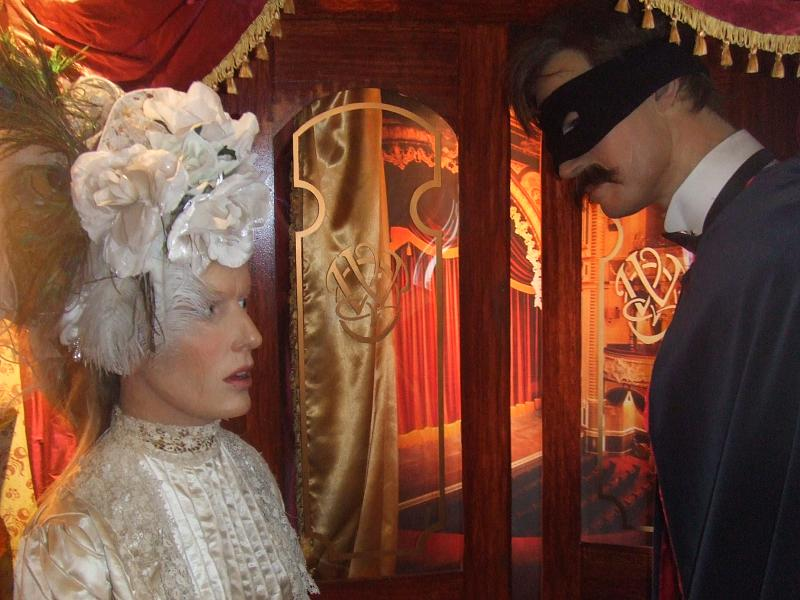
Un escàndol a Bohèmia (Trafalgar Sq., Sherlock Holmes Museum, Hyde Park, Londres).

### Teatre
L' obra teatral Sherlock Holmes de William Gillette de 1899 es basa en diverses històries, entre elles "Un escàndol a Bohèmia". Les pel·lícules estrenades el 1916 (protagonitzada per Gillette com Holmes) i el 1922 (protagonitzada per John Barrymore), ambdues titulades Sherlock Holmes, es van basar en l'obra, igual que una adaptació de ràdio del Mercury Theatre on the Air de 1938 titulada The Immortal Sherlock Holmes, protagonitzada per Orson Welles com a Holmes.
El musical de Broadway de 1965 Baker Street es va basar lliurement en la història, convertint Irene Adler en l'heroïna i afegint el professor Moriarty com a vilà.
L' obra de teatre de 2006 de Steven Dietz Sherlock Holmes: The Final Adventure, adaptada de l'obra de teatre de 1899 Sherlock Holmes, fusiona les històries de "Un escàndol a Bohèmia" i "El problema final". En aquesta adaptació, Godfrey Norton està a càrrec del professor Moriarty i el pla original del qual era robar Adler. Tanmateix, es van acabar enamorant, complicant el pla i obligant a Moriarty a intervenir quan Holmes comença a investigar en nom del Rei.

### Cinema
La història va ser adaptada com a curtmetratge mut de 1921 com a part de la sèrie de pel·lícules Stoll protagonitzada per Eille Norwood com Holmes.
La pel·lícula de 1946 Vestida per a matar, protagonitzada per Basil Rathbone com Sherlock Holmes i Nigel Bruce com el doctor Watson, inclou diverses referències a "Un escàndol a Bohèmia", amb Holmes i Watson parlant de la recent publicació de la història a The Strand Magazine (encara que de manera anacrònica, la pel·lícula té lloc en el seu dia actual), i el dolent de la pel·lícula utilitza el mateix truc sobre Watson que Holmes utilitza a Irene Adler a la història.
El germà més llest de Sherlock Holmes, una pel·lícula de Gene Wilder de 1975, parodia la història bàsica, amb la protagonista femenina substituïda per una cantant de music hall.
La pel·lícula Zero Effect de 1998 està basada en la història, ambientada a finals dels anys 90, amb Bill Pullman com a Daryl Zero i Ben Stiller com a Steve Arlo, tots dos basats en els personatges de Holmes i Watson, respectivament. Kim Dickens interpreta Gloria Sullivan, el personatge d'Irene Adler, mentre que Ryan O'Neal és Gregory Stark, l'equivalent al Rei de Bohèmia.

### Ràdio
El segon episodi de The Adventures of Sherlock Holmes va incloure una adaptació de la història d'Edith Meiser el 27 d'octubre de 1930 i protagonitzada per Clive Brook com Holmes i Leigh Lovell com Watson. Un remake del guió es va emetre el març de 1933, amb Richard Gordon interpretant Sherlock Holmes i Leigh Lovell interpretant novament el Dr. Watson. Un altre remake del guió es va emetre l'agost de 1936, amb Gordon com a Holmes i Harry West com a Watson.
Basil Rathbone i Nigel Bruce, que van interpretar Holmes i Watson a la pel·lícula Dressed to Kill i altres pel·lícules, van fer la història per a la seva sèrie de ràdio, The New Adventures of Sherlock Holmes. L'episodi es va emetre el 10 de desembre de 1945, i va ser seguit per una seqüela, "Segona generació", amb la filla d'Irene contractant a Holmes durant la jubilació. "Segona generació" es va emetre el 17 de desembre de 1945.
Una adaptació de ràdio protagonitzada per John Gielgud com Holmes i Ralph Richardson com Watson es va emetre l'octubre de 1954 al BBC Light Programme. La producció també es va emetre per la ràdio NBC el gener de 1955, i per la ràdio ABC el maig de 1956.
Michael Hardwick va adaptar la història com a producció de ràdio que es va emetre al BBC Light Program el 1966, com a part de la sèrie de ràdio 1952–1969. Carleton Hobbs va interpretar Sherlock Holmes i Norman Shelley va interpretar el Dr. Watson.
L'any 1977 es va emetre una adaptació a la ràdio com a episodi de la sèrie CBS Radio Mystery Theater, amb Kevin McCarthy com Sherlock Holmes i Court Benson com el Dr. Watson. Marian Seldes va interpretar Irene Adler.
Bert Coules va dramatitzar "A Scandal in Bohemia" per a BBC Radio 4 el 1990, com a episodi de la sèrie de ràdio 1989–1998, protagonitzada per Clive Merrison com Holmes i Michael Williams com Watson. També va comptar amb Andrew Sachs com el Rei (Sachs després va interpretar a Watson a la sèrie de ràdio de Coules Les noves aventures de Sherlock Holmes el 2002-2010).
La història va ser adaptada com a episodi de 2012 de la sèrie de ràdio nord-americana Les clàssiques aventures de Sherlock Holmes, amb John Patrick Lowrie com a Holmes i Lawrence Albert com a Watson.

### Televisió
La història va ser adaptada per a un episodi de televisió de 1951 de We Present Alan Wheatley as Mr Sherlock Holmes in... protagonitzada per Alan Wheatley com Holmes, Raymond Francis com el Dr. Watson i Olga Edwardes com Irene Adler.
"Un escàndol a Bohèmia" va ser adaptat com a part de la sèrie de pel·lícules de televisió soviètica Les aventures de Sherlock Holmes i el Doctor Watson, en forma de flashback a The Treasures of Agra; dos episodis adaptant El signe dels quatre (1983, URSS). Va ser protagonitzada per Vasily Livanov com Sherlock Holmes, Vitaly Solomin com el Dr. Watson, Georgiy Martirosyan com el rei de Bohèmia i Larisa Solovyova com Irene Adler.
"Un escàndol a Bohèmia" va ser adaptat com el primer episodi de la sèrie de televisió de 1984-1985 Les Aventures de Sherlock Holmes. L'episodi va comptar amb Jeremy Brett com Holmes, David Burke com Watson i Gayle Hunnicutt com Irene Adler, el primer nom de la qual es pronuncia "Irena" en aquesta adaptació.
"Un escàndol a Bohèmia" va aparèixer en un episodi de la temporada 1 de la sèrie de PBS Wishbone, titulat "A Dogged Exposé". A l'episodi, els personatges humans secundaris busquen un fotògraf d'incògnit a la seva escola que ha estat publicant fotografies vergonyants d'estudiants. Entremesclat amb la trama, el personatge principal Wishbone retrata Sherlock Holmes en una adaptació lleugerament modificada de la història original per comparar-la amb els esdeveniments de la trama "de la vida real".
Una sèrie de quatre pel·lícules per a televisió produïdes a principis de la dècada del 2000 protagonitzaven Matt Frewer com Sherlock Holmes i Kenneth Welsh com el Dr. Watson. Una d'aquestes pel·lícules, The Royal Scandal va adaptar "Un escàndol a Bohèmia" i va combinar la seva història amb "The Bruce-Partington Plans".
"Un escàndol a Belgràvia", l'episodi un de la segona temporada de la sèrie de televisió Sherlock, va ser una adaptació lliure de la història curta i es va emetre l'1 de gener de 2012, protagonitzat per Benedict Cumberbatch com Holmes, Martin Freeman com Watson i Lara Pulver com Irene Adler. La trama de la història curta - Holmes i Watson intenten recuperar fotos incriminatòries d'Adler - es tracta breument a la primera meitat de l'episodi, actualitzada per al període contemporani (les fotos d'Adler s'emmagatzemen digitalment al seu telèfon mòbil) i ajustades (el membre de la família reial que està incriminat és britànic i femení); A continuació, l'episodi passa a una història basada en altres històries i pel·lícules de Sherlock Holmes mentre inclou Adler, Mycroft Holmes (Mark Gatiss) i Jim Moriarty.
"Un escàndol a Bohèmia"va ser adaptat al segon episodi "The Adventure of the Headmaster with Trouble" de sèrie de titelles de la NHK  Sherlock Holmes . Holmes és un alumne d'un internat imaginari Beeton School. Un dia fa veure que està malalt i va a l'oficina de la infermera a buscar la foto on es troben el director Ormstein i la infermera de l'escola Irene Adler. Però Adler veu a través de la seva fingida malaltia. Aleshores, Holmes i el seu company d'habitació John H. Watson fan un foc en fals per trobar la foto, però ella penetra les seves artimàcies i li diu a Holmes que va tornar la foto a Ormstein.
El rei hereditari fa una aparició en un episodi de la sisena temporada de Elementary titulat "Breathe".

## Monarquies de ficció
En lloc de crear un país de ficció per al rei a la seva història, Conan Doyle va optar per situar una dinastia de ficció en un país real. El Regne de Bohèmia era en el moment d'escriure una possessió de la Casa dels Habsburg i els emperadors austríacs tenien el títol de "Rei de Bohèmia". Encara que els nobles de Bohèmia havien ofert la corona a altres famílies germàniques dues vegades des de l'Edat Mitjana (Federic del Palatinat el 1618 i Carles de Baviera el 1741), al·legant que el títol tenia formalment successió electiva.
D'altra banda, mai hi havia hagut un "Regne d' Escandinàvia". El cas més proper va ser la unió personal de Dinamarca, Noruega i Suècia sota la Unió de Kalmar, que mai es va formalitzar com les Actes d'unió britàniques i es va trencar al segle xvi.
Tanmateix, després de la dissolució de la Unió de Kalmar per la coronació de Gustav Vasa, el Regne de Noruega va romandre en unió personal amb Dinamarca abans que les guerres napoleòniques la canviessin per una unió amb Suècia, que va existir fins 14 anys després de la publicació (tot el temps sota el rei Òscar II) i aquest podria haver estat el "Regne d'Escandinàvia" que volia dir Conan Doyle.
El cognom de la promesa del rei era el de l'actual casa governant del ducat de Saxe-Meiningen. En la publicació governada per Jordi II, duc de Saxònia-Meiningen, un membre cadet dels ducats ernestins governats per diversos cosins de la casa de Wettin, la línia de la qual Saxònia-Coburg va produir la mare de la reina Victòria, Victòria i el marit Albert.
Tampoc hi havia "Gran Ducat de Cassel-Felstein" i de fet no hi havia cap títol important amb el nom de Felstein. La coincidència més semblant és un municipi col·lectiu anomenat Feldstein. Però hi havia una possible inspiració en l'antic Landgraviat de Hesse, que fou dividit en quatre parts al segle xvi. Si bé dos es van extingir ràpidament i van ser dividits per la parella restant, tots dos probablement van inspirar el títol.
Un va ser el Landgraviat de Hesse-Kassel, que s'escriu amb "Cassel" abans que la reforma ortogràfica de l'alemany del segle xx canviés el nom de la ciutat. Aquest títol va ser elevat a l'Electorat de Hesse durant les guerres napoleòniques, però en el moment de la publicació havia estat annexat pel Regne de Prússia durant 25 anys com a Província de Hesse-Nassau.
El Landgraviat de Hesse-Darmstadt també té una probable connexió amb el títol de ficció, ja que va ser elevat a Gran Ducat de Hesse el 1806. En el moment de la publicació, el seu governant era Lluís IV, Gran Duc de Hesse, la primera esposa del qual havia estat la tercera filla de la reina Victòria, princesa Alícia del Regne Unit.